# 笹井大庸
笹井 大庸（ささい ひろやす、1950年5月 - 2013年6月10日）は、キリスト教聖霊派の月刊誌『ハーザー』の創刊者・編集長。マルコーシュ・パブリケーション社長。

## 経歴
岩手県胆沢郡金ケ崎町に生まれる。1969年中央大学文学部入学。鎌倉の師子王学塾で日蓮教学を学び、右翼民族派団体一水会の活動家となった。雑誌「日本の動き」の発行人 
。笹井大庸と宏次朗は「良識復活国民運動」「グループ日本」の中心的な活動家であった。
1985年にクリスチャンとなり洗礼を受けた。1986年に仏教系の暁書房をキリスト教出版社とし、同社は1993年にマルコーシュ・パブリケーション社となる。1994年月刊誌『ハーザー』を創刊。1996年に「リバイバル新聞」（現リバイバル・ジャパン）を創刊。
笹井は日本のキリスト教界に天皇制の再評価を求めたため論争が起こり、お茶の水クリスチャン・センターにて美濃ミッション代表の石黒イサク牧師と日本宣教と天皇（制）の公開討論会が行われた。笹井が編集長を務める月刊『ハーザー』誌は2007年から2009年まで日本基督教団の手束正昭牧師による大東亜戦争肯定論の連載を載せるなど、『ハーザー』は他の日本のキリスト教界誌には見られない、特異な特色をもっていた。教界には天皇制に否定的な立場が多い。笹井は主の十字架クリスチャン・センターの会員であったがここを離れ、『ハーザー』で同会がカルトであるとする特集を組んだ。奥山実牧師らの『現改訳聖書』発行事業のため『ハーザー』は2010年度休刊し、2011年1月号で復刊。
2013年4月に脳梗塞に倒れ、6月に死去。

## 著書
- 『キリスト教と天皇（制）』編著　マルコーシュ・パブリケーション社 ISBN 487207212X